# Абд аль-Хакк I
Абд аль-Хакк I ибн Михью ибн Абу-Бакр ибн Хамама (ум. 1217) — первый маринидский султан Марокко, основатель династии.

## Биография
Абд аль-Хакк был лидером берберского племени Бану Марин, проживавшего юго-восточнее Марокко. Бану Марин, в свою очередь, было боковой ветвью кочевого племени Вассин, вытесненного из района Тлемсена арабским вторжением в XI веке к побережью Атлантики. Здесь Бану Марин заняло район между Сиджильмасой и Фигигой. После прибытия арабских племён в этот район мариниды переместились на север Марокко к началу XIII века.
Этноним мариниды происходит от прародителя племени, Марина ибн Вартаджана аз-Зенати.
Осев в Марокко, мариниды первоначально подчинялись династии Альмохадов, которая была в то время правящим домом. После успешного участия в битве при Аларкосе в центральной Испании племя начало утверждать себя как политическая сила.
Начиная с 1213 года, мариниды начали совершать рейды против сельских общин северо-восточного Марокко, подконтрольных Альмохадам. Отношения между Бану Марин и Альмохадами стали напряжёнными, и с 1215 года происходили регулярные стычки между двумя сторонами.
Около 1215 года новый халиф альмохадов Юсуф II аль-Мустансир был ещё молод, к тому же Альхохады ранее потерпели серьёзное поражение от христианских королевств (16 июля) 1212 года) в битве при Лас-Навас-де-Толоса. Мариниды воспользовались ситуацией, и в 1217 году попытались занять восточное Марокко. Альмохады выставили против них 10 000 солдат. Решающая битва состоялась на побережье региона Риф. Альмохады были разгромлены и отступили в горы восточнее Рифа. Здесь они оставались почти 30 лет. Во время пребывания в Рифе государство Альмохадов практически распалось: значительные территории в Испании захватили христиане, а следом откололись Хафсиды Ифрикии (1229) и Зайяниды Тлемсена (1235).
В течение 1217 года берберские кочевники столкнулись с маринидами вокруг Феса, но были разбиты. Однако Абд аль-Хакк был смертельно ранен в ходе этих боёв.